# Géraldine Bajard
Géraldine Bajard és una directora de  cinema francesa.
Géraldine Bajard va dirigir un primer llargmetratge estrenat el 2011 després de ser presentat al Festival Internacional de Cinema de Locarno el 2010. També va treballar com a guionista, col·laborant especialment amb Jessica Hausner.

## Filmografia

### Director i guionista
- 2011: La Lisière

### Guionista
- 2009: Lourdes de Jessica Hausner
- 2014 : Amour fou de Jessica Hausner
- 2019 : Little Joe de Jessica Hausner[4]